# Lumea Ta
Lumea Ta  este un single lansat de trupa moldovenească Carla's Dreams în colaborare cu cântăreața română Loredana Groza pe data de 21 decembrie 2013. Este cel de-al doilea single lansat de trupă pentru România după colaborarea de succes cu Inna pentru piesa P.O.H.U.I .
Piesa care vorbește despre copilul din fiecare persoană a devenit apreciată de fanii din Republica Moldova și România. Melodia a fost cântată live pentru prima dată într-o gală a emisiunii Vocea României unde Loredana a fost prezentă ca antrenor, iar trupa ca invitați speciali. De atunci melodia este cântată la concertele ambilor artiști. 
Piesa a fost creată de trupă, iar de producție s-au ocupat The Farmers.

## Videoclip
Clipul piesei a fost lansat în aceeași zi cu single-ul și a fost regizat de Matei Dima. Filmările piesei în studiourile MediaPro din Buftea și în parcul Orășelul Copiilor din București. Povestea clipului este legată de tema copilăriei prezentată în cântec. Loredana apare în clip îmbrăcată într-un hanorac roșu cântând în fața unui grup de copii,în timp ce solistul trupei Carla's Dreams are o apariție scurtă într-o scenă din mijlocul clipului. Videoclipul a fost lansat pe canalul de YouTube al trupei și în septembrie 2020 a avut aproape 400.000 de vizualizări. Clipul a fost lansat și pe canalul casei de discuri MediaPro Music.